# Frogner Station
Frogner Station (Frogner stasjon) er en jernbanestation på Hovedbanen, der ligger ved byområdet Frogner i Sørum kommune i Norge. Stationen ligger 124,7 meter over havet, 29,86 km fra Oslo S. Den består af to spor med to perroner, en stationsbygning i hvidmalet træ og en parkeringsplads.
Stationen åbnede 1. september 1854 som en del af Hovedbanen, Norges første jernbane. Stationen blev fjernstyret 7. februar 1965, nedgraderet til holdeplads 15. november samme år og gjort ubemandet 17. marts 1969. Da Gardermobanen blev anlagt blev den lagt et stykke øst for Frogner og kommer altså ikke ind omkring stationen.
Stationsbygningen er som det er typisk for banen tegnet af Heinrich Ernst Schirmer og Wilhelm von Hanno. 